# 極限高飛
《極限高飛》（英語：An Extremely Goofy Movie）是一部於2000年發行的美國動畫音樂喜劇冒險電影，由華特迪士尼家庭娛樂公司發行、迪士尼电视动画公司製作，導演為道格拉斯·麥卡錫（Douglas McCarthy）。本片為1995年電影《高飛電影》的續集，同時也是電視動畫影集《高飛家族》的最終章。
本片後於2019年4月23日與《高飛電影》一同以迪士尼電影俱樂部限定的藍光光碟版本推出。與前作不同，本片獲得了多數影評人的正面評價。然而，在後來的回顧性評價中，觀眾普遍更偏好前一部作品。

## 劇情大綱
在前集的事件之後，麥斯·高飛和他的好友皮傑、鮑比一同進入大學展開新生活。與此同時，麥斯的父親高飛因為「空巢症候群」而無法專心工作，不慎在玩具工廠造成爆炸事故，最終遭到解雇。在就業服務中心，高飛被告知若想重新就業，必須先取得大學學位。
麥斯在校園裡遇上了自負的滑板好手——伽瑪穆穆兄弟會的領袖布萊德利·阿帕克拉斯特三世（Bradley Uppercrust III）。布萊德利對麥斯的滑板技巧印象深刻，邀請他加入伽瑪隊參加校內的X運動會，但條件是不能帶上朋友。麥斯拒絕了這個邀請，雙方因此起了衝突，並立下賭注：輸的一方將成為對方的「毛巾工」。令麥斯驚訝的是，高飛竟然也報名就讀同一所大學，還經常打擾他與朋友的自由時光。為了讓父親分心，麥斯安排高飛與圖書館員西爾維亞·馬波爾（Sylvia Marpole）見面。兩人因共同興趣而迅速親近。
某次偶然，高飛以笨拙的方式滑板卻意外受到布萊德利的青睞，對方再次邀請他加入伽瑪隊。在麥斯的鼓勵下，高飛答應參賽。在X運動會的首輪資格賽，布萊德利暗中利用鏡子反光干擾麥斯，還在高飛的滑板上安裝火箭推進器，結果讓高飛意外打敗了兒子。麥斯的隊伍也因此差點被淘汰。賽後，麥斯因不滿父親風頭太盛，激動地斥責高飛，並要他不要再插手自己的生活。受傷的高飛不僅在期中考失利，還錯過了與西爾維亞的約會。他黯然返回家中，鄰居皮特（Pete）鼓勵他振作，高飛於是決定回到學校與西爾維亞和好，並在她的幫助下順利通過考試。
之後，高飛退出了伽瑪隊，卻意外得知他們打算在準決賽作弊的計畫。他趕緊警告麥斯，但麥斯心結未解，並未採信。準決賽當天，各隊接連出局，最後只剩下麥斯隊與伽瑪隊。在終極三項競賽開始前，布萊德利設計讓皮傑出局，使麥斯隊人手不足。情急之下，麥斯透過大螢幕向父親道歉，並邀請他加入隊伍。比賽過程中，伽瑪隊不斷設法干擾麥斯隊，並成功讓波比也被淘汰。雖然高飛用馬蹄鐵暫時擊倒布萊德利，但在最後賽段，他、麥斯與 伽瑪 隊員坦克（Tank）一同被倒塌起火的X標誌困住。布萊德利選擇拋下同伴逃跑，而麥斯與高飛則合力救出坦克。感動之下，坦克反過來幫助麥斯贏得比賽。
比賽結束後，布萊德利被迫接受失敗。麥斯雖然取消了原本的賭約，但還是讓坦克把布萊德利彈射到X運動會的飛艇上，給予小小的懲罰。在畢業典禮上，麥斯將冠軍獎盃送給高飛，並刻上象徵父子情誼的字句。故事最終以高飛載著西爾維亞，開啟兩人新的約會旅程畫下句點。

## 登場角色
- 詹森·馬斯登 飾 麦斯·高飞：電影主角，高飛的兒子，一心渴望在大學裡過上不受父親干擾的正常生活。動畫監製為鮑伯‧巴克斯特（Bob Baxter）與史蒂文·特倫伯斯（Steven Trenbirth）。
- 比爾·法爾莫 飾 高飛：麥斯好心卻常常出錯的父親，因為空巢症候群而決定重返大學完成學位，好重新找到工作。動畫監製為安德魯‧柯林斯（Andrew Collins）。
- 杰夫·班奈特 飾 布萊德利·「布萊德」·阿帕克拉斯特三世（Bradley "Brad" Uppercrust III）：伽瑪穆穆兄弟會的自負領袖。動畫監製為凱文‧皮蒂（Kevin Peaty）。
  - 班奈特同時還為失業辦公室女職員和體育播報員查克（Chuck the Sportscaster） 飾。另有未掛名角色飾，包括兄弟會中身材矮小的成員肯·克拉克（Ken Clark）與X運動會裁判員。
- 金·卡明思（英语：Jim Cummings） 飾皮特：皮傑的父親，高飛的鄰居，性格孤僻，時常與高飛作對，但偶爾也會出手相助。
  - 卡明斯也飾了數個未掛名角色，包括高飛在玩具工廠的上司、戴墨鏡的兄弟會成員，以及大學裡的教授與導覽員。
- 慧琪·李維士（英语：Vicki Lewis） 飾 貝雷女孩（Beret Girl）：在大學咖啡廳「豆場（Bean Scene）」表演的魅力文青詩人，皮傑因而展現詩歌天賦後與她發展戀情。動畫監製為凱文‧皮蒂（Kevin Peaty）。
- 畢比·諾維爾什 飾 西爾維亞·馬波爾（Sylvia Marpole）：大學圖書館員，對1970年代美國文化有濃厚興趣，因此與高飛一拍即合成為其愛慕對象。動畫監製為安德魯‧柯林斯（Andrew Collins）。
- 羅布·保森（英语：Rob Paulsen） 飾 皮傑（P.J.）：皮特的兒子，自小與麥斯就是最好的朋友。動畫監製同為鮑伯‧巴克斯特（Bob Baxter）與史蒂文·特倫伯斯（Steven Trenbirth）。
  - 保爾森也為兩位未掛名角色飾：一位黑髮大鼻的兄弟會成員與X運動會準決賽的工作人員。
- 保利·肖爾（英语：Pauly_Shore） 飾 羅伯特「鮑比」·齊姆魯斯基（Robert "Bobby" Zimuruski）：麥斯的另一位死黨。動畫監製同為鮑伯‧巴克斯特（Bob Baxter）與史蒂文·特倫伯斯（Steven Trenbirth）。
  - 與前作不同，這次蕭爾正式獲得演員名列片尾。
- 布拉德·加雷特 飾 坦克（Tank）：伽瑪兄弟會中體格魁梧的副手，最終倒戈幫助麥斯奪冠。

## 原聲帶
與前作不同，這部電影沒有角色唱歌的音樂片段。然而電影配樂中使用了許多歌曲，並已將其包含在官方發行的專輯中，專輯名為《極限高飛電影舞會！》，於2000年2月與電影本身同時上映。
1. 〈Future's So Bright I Gotta Wear Shades（英语：The Future's So Bright, I Gotta Wear Shades）〉 – 佩特·班納塔與尼爾·傑拉爾多（英语：Neil Giraldo）[6][7]
2. 〈Don't Give Up〉 – 約翰·阿維拉（英语：John Avila）, 特倫斯·A·卡森, 卡門·卡特、卡爾·格雷夫斯（英语：Carl Graves）[6][7]
3. 〈Nowhere to Run（英语：Nowhere to Run (Martha and the Vandellas song)）〉 – 約翰·阿維拉[6][7]
4. 〈Pressure Drop（英语：Pressure Drop (song)）〉 – The Specials[6][7]
5. 〈Shake Your Groove Thing（英语：Shake Your Groove Thing）〉 – Peaches & Herb（英语：Peaches & Herb）[6][7]
6. 〈You Make Me Feel Like Dancing（英语：You Make Me Feel Like Dancing）〉 – 卡門·卡特與唐尼·麥克勒金 Donnie McClurkin（英语：唐尼·麥克勒金 Donnie McClurkin）[6][7]
7. ESPN X Games Theme 1 and Theme 2[6][7]
8. 〈C'mon Get Happy!（英语：Come On Get Happy!: The Very Best of The Partridge Family）〉 –  The Partridge Family（英语：The Partridge Family）[6][7]
9. 〈Knock on Wood（英语：Knock on Wood (Eddie Floyd song)）〉 – 卡門·卡特[6][7]
10. ESPN X Games Theme 3[6][7]
11. 〈Right Back Where We Started From（英语：Right Back Where We Started From）〉 – Cleopatra[6][7]

## 發行及評價
《極限高飛》於2000年2月29日推出，獲得多數評論界的正面評價。評論家形容這部續集「令人喜愛」、「有趣」、「幽默」，甚至讚譽其「野心十足、出乎意料地精彩」，其中高飛的表現更被認為「依舊靈活又搞笑」。根据評論匯總网站爛番茄汇总的8篇评论文章，63%的评论家给予该作正面评价，平均打分为5.4分（满分10分）
《休士頓紀事報》的布魯斯·威斯布魯克（Bruce Westbrook）讚賞片中動畫流暢、背景細緻，並認為「貝雷女孩」的戲份相當有魅力。《康特拉科斯塔時報》的蘭迪·邁爾斯（Randy Myers）則稱讚本片對父子關係的描寫「清新自然」，不同於一般電影慣常強調衝突。此外片中大量1970年代的流行文化元素、復古配樂、對經典電影的惡搞，以及對迪士尼角色「總是戴手套」的自嘲，都廣獲好評。包括滑板競賽的序列及高飛與西爾維亞的戀情等支線劇情也被視為本片亮點。
然而，也有部分評論對此片提出批評：部分觀點認為本片只是「低配版的《回到校園》，《洛杉磯時報》的蘇珊·金（Susan King）指出，雖然部分笑點奏效，但全片缺乏情感深度，尤其對高飛角色的成長描寫略顯薄弱；常識媒體（Common Sense Media）的邁克爾·沙因菲爾德（Michael Scheinfeld）雖肯定電影傳遞的價值觀——如重視教育、誠實與專注目標——但也批評本片為迎合年輕觀眾過於追求潮流，並指出某些角色性格不夠具榜樣性，對大學生生活的描繪也顯得失真；那不勒斯每日新聞的芭芭拉·博瓦（Barbara Bova）更直言角色行為幼稚、父子關係混亂，情節沉重卻缺乏幽默，甚至說：「這部電影裡的大人和小孩一樣沒頭腦，高飛更是傻得令人無語。」
動畫製作方面，沙因費爾德（Scheinfeld）認為其品質不如迪士尼的院線動畫，但依然展現了創意。例如對《黃色潛水艇》的致敬夢境片段，以及高飛將舞會變成迪斯可派對的橋段都令人印象深刻。
2019年，Polygon 的佩特拉娜·拉杜洛維奇（Petrana Radulovic）將本片列為歷來第六佳的迪士尼續集，稱其「瘋狂得令人愉快」，尤其喜愛貝雷女孩與波比吐槽手套的橋段；但她也指出，片中某些內容仍受限於90年代末的尷尬氛圍。

### 榮譽
本片榮獲第28屆安妮獎「最佳動畫錄影帶製作」獎項，配音演員比爾·法默（Bill Farmer）亦獲「最佳男性配音演出」提名。

## 審查修改
在2001年的九一一襲擊事件之後，電視播放版本刪除了高飛從燃燒的X運動會標誌下救出麥斯與坦克的片段。這段戲碼仍保留於VHS、DVD、數位版與 Disney+的完整版中，但在電視播出時會直接跳過，改為三人從殘骸中滑出的畫面。

## 外部連結
- 官方网站
- 互联网电影数据库（IMDb）上《極限高飛》的资料（英文）